# San Nicolás Tecomatlán
San Nicolás Tecomatlán es una localidad de México perteneciente al municipio de Ajacuba en el estado de Hidalgo.

## Toponimia
Nicolás en honor al santo católico San Nicolás. Tecomal-la, lugar de tecomates o vasos hechos del fruto de una calabaza. Tecomatl, vaso o copa que se forma del fruto del árbol cuautecomatl, xoxouhqui, azul, co, lugar. Lugar de los tecomates o vasos azules.

## Geografía
A la localidad le corresponden las coordenadas geográficas 20° 10’ 50.097” de latitud norte y 99° 2’ 9.996” de longitud oeste, con una altitud de 2182 m s. n. m. Se encuentra a una distancia aproximada de 15.69 kilómetros al noreste de la cabecera municipal, Ajacuba.
En cuanto a fisiografía se encuentra dentro de la provincia del Eje Neovolcánico dentro de la subprovincia de Llanuras y Sierras de Querétaro e Hidalgo; su terreno es de Sierra y lomerío. En lo que respecta a la hidrología se encuentra posicionado en la región Panuco, dentro de la cuenca del río Moctezuma, en la subcuenca del río Tula. Cuenta con un clima semiseco templado.

## Demografía
En 2020 registró una población de 2433 personas, lo que corresponde al 12.89 % de la población municipal. De los cuales 1173 son hombres y 1260 son mujeres. Tiene 688 viviendas particulares habitadas.
| Gráfica de evolución demográfica de San Nicolás Tecomatlán entre 1900 y 2020                                |
| |
| Población de los censos y conteos del Instituto Nacional de Estadística y Geografía (INEGI) de 1900 a 2010. |

## Economía
La localidad tiene un grado de marginación alto y un grado de rezago social bajo.